# Aranyhegy-Ürömhegy-Péterhegy
Aranyhegy-Ürömhegy-Péterhegy Budapest III. kerületének egyik legújabb városrésze a kerület Üröm déli részével határos oldalán.

## Fekvése
Budapest közigazgatási határa – Bécsi út – Aranyvölgy utca – Aranyhegyi út – Pusztakúti út a Pusztakúti közig – Pusztakúti köz meghosszabbítása a Héthalom utcáig – névtelen közterület (22890/2 hrsz.)  –  22374/1 hrsz.-ú ingatlan keleti telekhatára Budapest közigazgatási határáig.

## Története
A korábbi Aranyhegy és Ürömhegy városrészek egyesítéséből és a Péter-hegy körüli részekkel bővítéséből alakult 2012. december 12-én.